# Víctor Rangel
Víctor Rangel Ayala (né le 11 mars 1957 à Mexico au Mexique) est un joueur de football international mexicain, qui évoluait au poste d'attaquant.

## Biographie

### Carrière en sélection
Avec l'équipe du Mexique, il joue 17 matchs (pour 7 buts inscrits) entre 1977 et 1980. 
Il figure dans le groupe des sélectionnés lors de la coupe du monde de 1978. Lord du mondial, il joue trois matchs : contre la Tunisie, l'Allemagne et enfin la Pologne. Il inscrit un but contre les joueurs polonais.
Il participe également aux JO de 1976. Lors de la compétition, il inscrit un doublé contre Israël et également un but contre le Guatemala.

## Palmarès
| Chivas - Coupe des champions : - Finaliste : 1984. |  | Puebla - Coupe du Mexique (1) : - Vainqueur : 1988. |